# 28614 Vejvoda
28614 Vejvoda (2000 FO8) là một tiểu hành tinh vành đai chính.